# الدوري السلوفاكي لكرة اليد
الدوري السلوفاكي لكرة اليد (Slovenská hadzanárska extraliga) هو الدوري الرئيسي لكرة اليد للمحترفين في سلوفاكيا. يدار من قبل اتحاد كرة اليد السلوفاكي. تأسس في سنة 1993، ويتكون حاليا من قبل 8 فرق.